# Sam Bottoms
Sam Bottoms, född 17 oktober 1955 i Santa Barbara, Kalifornien, död 16 december 2008 i Los Angeles, Kalifornien, var en amerikansk skådespelare. Han var bror till skådespelaren Timothy Bottoms. Sam Bottoms mest kända filmroll är som den surfande soldaten Lance B. Johnson i Francis Ford Coppolas Apocalypse 1979. Bottoms avled till följd av hjärncancer.

## Filmografi, urval
- 1971 – Den sista föreställningen
- 1974 – Pionjärerna
- 1976 – Mannen utanför lagen
- 1979 – Apocalypse
- 1981 – Öster om Eden (TV-serie)
- 1987 – Det sista slagfältet
- 2001 – The Unsaid
- 2005 – Winter Passing
- 2006 – Sherrybaby